# Hospital de Pomabamba
El hospital Antonio Caldas Domínguez es un centro hospitalario público peruano en construcción situado en el pueblo de Pomabamba, provincia de Pomabamba, región Áncash. Es administrado por el Ministerio de Salud del Perú.

## Historia
El proyecto se planificó con un contrato de gobierno a gobierno, el expediente técnico fue aprobado en agosto de 2020 con el monto de 132 millones de soles. Las obras iniciaron en 2021 con un plazo máximo de construcción de 2 años. Sin embargo, en 2023 la obra había registrado un incremento de gastos ascendiente a 530 millones de soles con solo el 54% de avances.
La construcción del hospital fue paralizada en 2023 debido a la presencia de fisuras en vigas y columnas ocasionadas por la ubicación del hospital sobre terrenos inestables y poco consolidados producto de un deficiente estudio de mecánica suelos durante la fase preliminar. La construcción de la platea de cimentación ocasionó la desestabilización de la ladera del cerro con su posterior deslizamiento, lo que ha generado fisuras en las viviendas y propiedades circundantes.